# Bundesautobahn 656
La Bundesautobahn 656, abbreviata anche in A 656, è una breve autostrada tedesca della lunghezza di 11,5 km che collega la città di Mannheim (e l'autostrada A 6) alla città di Heidelberg (e all'autostrada A 5).

## Percorso
| BAB 656 |           |                     |      |                |                |
| Tipo    | n° uscita | Indicazione         | km   | Corrispondenze | Strada europea |
|         |           | Inizio Autostrada   | 1,2  |                |                |
|         | 2         | Mannheim Neckarau   | 1,9  |                |                |
|         | 3         | Kreuz Mannheim      | 3,6  |                |                |
|         | 4         | Mannheim Seckenheim | 6,2  |                |                |
|         | 5         | Kreuz Heidelberg    | 12,0 |                |                |
|         |           | Fine Autostrada     | 12,7 |                |                |